# سيف بن زامل الجبري
ٱلۡأَمِيرُ سَيۡفُ بۡنُ زَامِلٍ ٱلۡجَبۡرِيُّ (غير معروف – 874 هـ / غير معروف – 1470 م) ثاني حُكَّام الدولة الجبرية، تولى حُكم الدولة خلفًا لأبيه زامل بن حسين الجبري من سنة 870 هـ/ 1465 م حتى سنة 874 هـ/ 1470 م.
ورثَ الأمير سيف من أبيه الشيخ زامل دولةً تمتدُّ نفوذها من أطراف كاظمة شمالًا إلى الأحساء جنوبًا ومن إقليم البحرين شرقًا إلى اليمامة غربًا، وكانت الدولة في عهد سيف تمرُّ في مرحلة التأسيس وواجه في عهده المُتمردين في اليمامة والزعماء العُصفُوريُّون الذين حاولوا استعادة حُكمهم واستطاع هزيمتهم ولكنه قُتل في أحد المعارك ضدهم.

### فهرس المراجع
منشورات
عربيَّة
1. ↑  الخالدي (2011)، ص. 30-31.

### بيانات المراجع (مُرتَّبة حسب تاريخ النشر)
الكُتُب
العربيَّة
- خالد بن عزام بن حمد الخالدي؛ إيمان بنت خالد الخالدي (2011). السلطنة الجبرية: في نجد و شرق الجزيرة العربية (ط. 1). بيروت: الدار العربية للموسوعات. ISBN:978-9953-563-16-9. LCCN:2011332519. OCLC:705005796. OL:25365932M. QID:Q120997896.

| ألقاب ملكية       | ألقاب ملكية             | ألقاب ملكية       |
| ----------------- | ----------------------- | ----------------- |
| سبقه زامل بن حسين | أمير الجبور 1465 - 1470 | تبعه أجود بن زامل |